# Joaquim Felício
Joaquim Felício är en kommun i Brasilien.   Den ligger i delstaten Minas Gerais, i den sydöstra delen av landet, 500 km öster om huvudstaden Brasília. Antalet invånare är 4 305.
Omgivningarna runt Joaquim Felício är huvudsakligen savann. Runt Joaquim Felício är det mycket glesbefolkat, med 4 invånare per kvadratkilometer.